# Canazei
Canazei (v ladinštině Cianacèi, německy Kanetschei, Kanzenei nebo Kanascheid) je obec v severní Itálii, které má 1829 obyvatel.

## Geografie
Nachází se v údolí Val di Fassa 110 km severovýchodně od Trenta v Provincii Trento v Tridentsku-Horní Adiži.

## Obyvatelstvo
V roce 2001 obyvatelstvo jako svůj první jazyk uvedlo ladinštinu (82,4%).